# 尾節

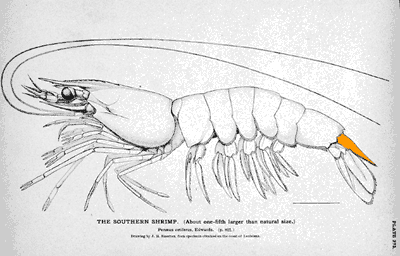
白濱對蝦的示意圖，以橘色標示其尾節位置

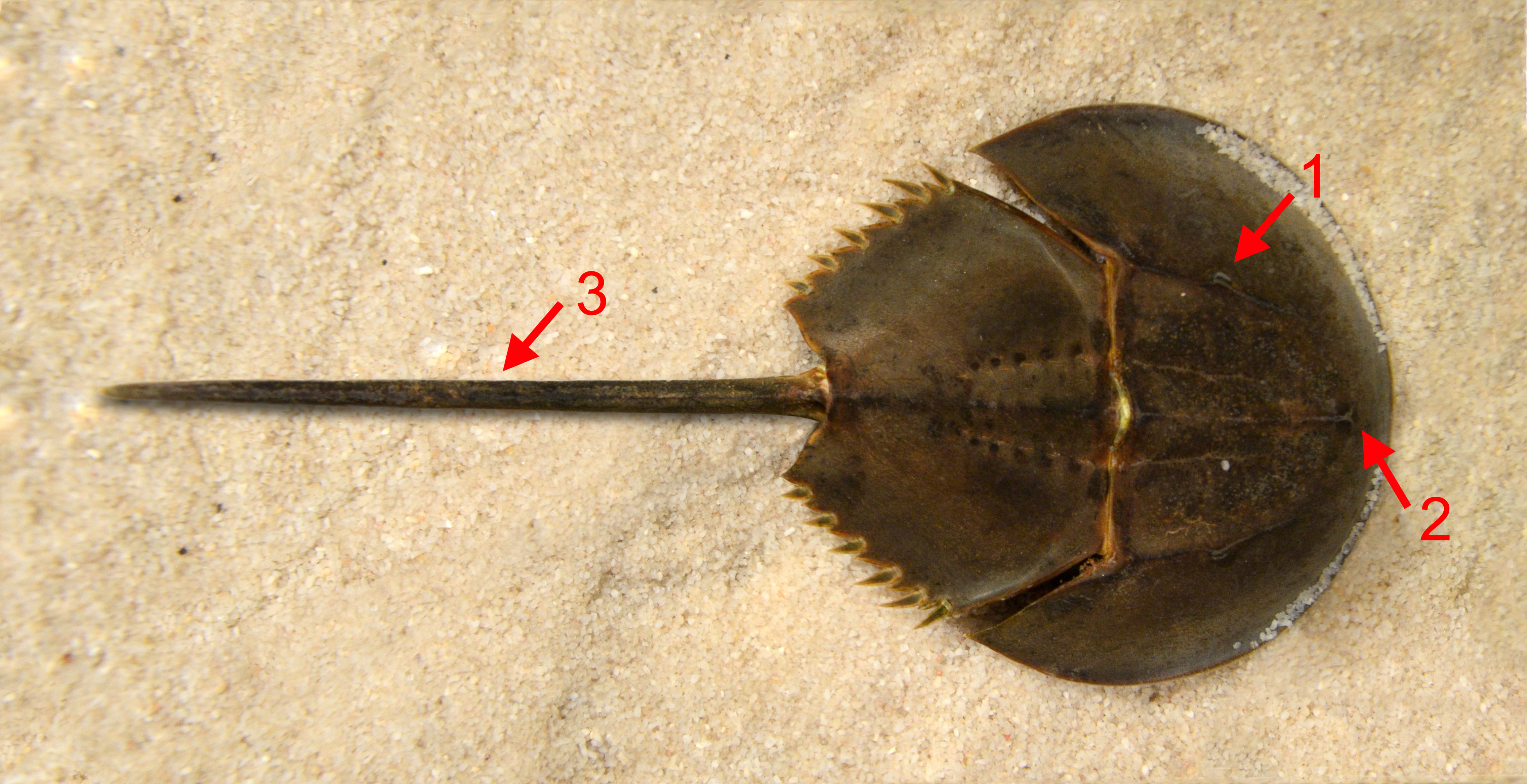
圓尾鱟的尾節（標記為3者）

尾節（英語：Telson），又稱尾柄，為節肢動物身體分節的最末節，沒有附肢也沒有神經節，因此並不是真正的體節。不同類群的節肢動物其尾節的形狀與用途不盡然相同。

## 甲殼亞門
海螯蝦、真蝦下目與其他十足目的成員，其尾節與尾肢合併形成尾扇，透過快速搧動尾扇，可以以極高的速度向後彈開逃跑。透過此形式，磷蝦可以60 公分/秒的速度逃離掠食者。從感受到刺激至觸發行為，就算在低溫下也僅僅需要55 毫秒。
等足目與原足目也具有尾扇，由最後一節體節與尾節合併而成。

## 螯肢亞門

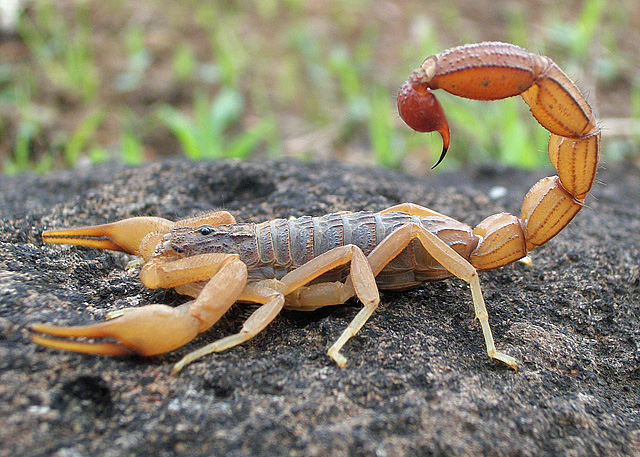
印度黃鱷背蠍具有明顯的尾節

螯肢亞門的尾節在化石種（例如廣翅鱟）與現存種（鱟的尾劍與蠍子的螫針）上均明顯可見，多半用於防衛或是捕捉獵物。

## 多足亞門

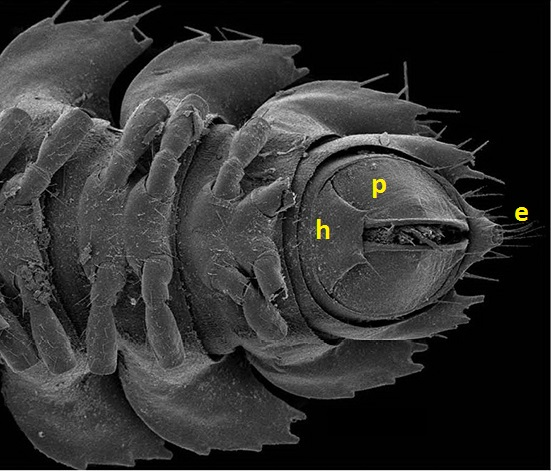
倍足綱的尾節，包含了肛上板(e)、肛下板(h)與肛側板(p)

倍足綱的尾節由肛門前無足的體節（肛上板）與一對肛側板以及肛下板組成，將肛門完整包覆。
唇足綱的尾節為最後一節體節，具有尾柄，還有一個生殖器官的開口。